# Le Parfum de Mathilde
 (août 2009).
Si vous disposez d'ouvrages ou d'articles de référence ou si vous connaissez des sites web de qualité traitant du thème abordé ici, merci de compléter l'article en donnant les références utiles à sa vérifiabilité et en les liant à la section « Notes et références ».
 Pour plus de détails, voir Fiche technique et Distribution
Le Parfum de Mathilde est un film pornographique français réalisé par Marc Dorcel, sur un scénario de Jean Rollin, sorti en vidéo en 1994.

## Résumé
Une Rolls-Royce roule dans la campagne, menant une jeune orpheline ingénue, nommée Eva, accompagnée de son oncle et de sa tante, vers l’homme qu’elle vient d’épouser, et qu’elle connaît à peine. Cet homme, Sir Remy, est un veuf éploré, habitant une vaste demeure, peuplée d’invités et de domestiques, qui se livrent à une frénésie sexuelle permanente, faisant fi des barrières sociales. Sir Remy vit dans le souvenir de sa regrettée épouse, Mathilde, une femme dont Eva est le parfait sosie, et qui lui infligeait de multiples tourments, en se livrant à tous les hommes qui la désiraient. Il médite de se venger du souvenir de sa défunte femme, en faisant subir à la jeune innocente les derniers outrages, lors d’une cérémonie publique. Mais la jeune fille, que la fréquentation du domaine et de ses perversions a instruite, se révèle une nouvelle hétaïre, réincarnation de la défunte Mathilde, et résolue à faire subir de nouveaux et multiples tourments au pitoyable châtelain.

## Fiche technique
- Titre : Le parfum de Mathilde
- Réalisateur : Marc Dorcel, Jean Rollin (non crédité)
- Scénario : Jean Rollin
- Directeur de la photographie : Serge de Beaurivage
- Montage : Norma Pouliopoulos
- Musique : Marc Dorcel
- Éditeur : Vidéo Marc Dorcel
- Date de sortie : 1994
- Durée : 90 min
- Pays :  France
- Genre : pornographie
- Interdit aux moins de 18 ans

## Distribution
- Draghixa : Eva (l’orpheline) et Mathilde (épouse défunte de Sir Rémy)
- Julia Channel : Sophie, la soubrette perverse
- Christophe Clark : Sir Rémy
- Maéva : la tante Ann
- Élodie Chérie : la cuisinière
- Simona Valli : la comtesse
- Erica Bella : Caroline, la servante de la comtesse
- Elisabeth Stone : une invitée (parfois créditée sous le nom de Sylvia Szanto)
- Eric Weiss : un invité
- Richard Langin : Robert, le chauffeur
- David Perry : un domestique
- Thomas Santini : Le nain voyeur
- Walter Ego : L'oncle
- Manon : une soumise
- Kathy : une soumise

## Distinctions

### Récompenses
- 1995 : Hot d'or du meilleur scénario original
- 1995 : Hot d'or de la meilleure actrice Européenne pour Draghixa

Ce film a remporté plusieurs prix dont deux sont revenus à son actrice principale : Award du meilleur film européen à Las Vegas, meilleur film européen et meilleure actrice française pour Draghixa à Bruxelles, Hot d'or du meilleur scénario européen et de la meilleure actrice européenne pour Draghixa.

## Autour du film
C'est l'un des derniers films de Julia Channel, qui tient le rôle de la soubrette perverse chargée d'initier l'innocente. Elle y réalise une scène de triolisme assortie d'une double pénétration ainsi qu'une brève scène de bain solitaire.

## Analyse
- Si vous ne connaissez pas le sujet, laissez ce bandeau (vous pouvez alors contacter les auteurs).
- Si vous supprimez le contenu mis en cause (vous pouvez préalablement contacter les auteurs),

argumentez précisément cette suppression dans la page de discussion
(un manque de référence n'est pas un argument ; une recherche réelle de référence doit avoir été effectuée, être formellement documentée).
La perversion d’une ingénue est un thème classique et récurrent du cinéma pornographique (voir par exemple Je suis à prendre de Francis Leroi ou L'Indécente aux enfers également de Marc Dorcel). Cet argument fournit un cadre pratique permettant d’enchaîner les scènes selon une progression qui culmine dans une orgie finale où l’ingénue se révèle et s’épanouit par la débauche. Il y a presque un message et une justification dans cette fin qui hésite entre le prétexte et la morale.
Draghixa dans le rôle de l’ingénue et de l’épouse perverse alterne tour à tour les mimiques effarouchées et les scènes de sexualité débridée. Vêtue de voiles vaporeux, blancs puis noirs, elle gratifie le spectateur de deux strip-tease où s'exprime toute sa sensualité dans un cadre d'ambiance quasi fantastique, en particulier dans la scène finale.
À noter également qu'un nain voyeur fait son apparition de temps à autre ; il s'agit de Thomas Santini, dont c'est le premier film.